# Amstel Gold Race (kobiecy) 2018
5. edycja kobiecego wyścigu kolarskiego Amstel Gold Race odbyła się 15 kwietnia 2018 roku w Holandii. Trasa wyścigu liczyła 116,9 kilometrów. Zwyciężczynią została Holenderka Chantal Blaak, wyprzedzając swoją rodaczkę Lucinda Brand oraz Australijkę Amandę Spratt.
Amstel Gold Race był siódmym w sezonie wyścigiem cyklu UCI Women’s World Tour, będącym serią najbardziej prestiżowych zawodów kobiecego kolarstwa. Poza wyścigiem kobiecym tego samego dnia, lecz na dłuższej trasie zorganizowano również wyścig mężczyzn.

## Wyniki
| M-ce | Imię i nazwisko      | Kraj              | Drużyna             | Czas       |
| ---- | -------------------- | ----------------- | ------------------- | ---------- |
| 1.   | Chantal Blaak        | Holandia          | Boels Dolmans       | 3h 24' 17" |
| 2.   | Lucinda Brand        | Holandia          | Team Sunweb         | + 0"       |
| 3.   | Amanda Spratt        | Australia         | Mitchelton-Scott    | + 3"       |
| 4.   | Riejanne Markus      | Holandia          | WaowDeals           | + 4"       |
| 5.   | Alexis Ryan          | Stany Zjednoczone | Canyon-SRAM         | + 6"       |
| 6.   | Audrey Cordon-Ragot  | Francja           | Wiggle High5        | + 14"      |
| 7.   | Giorgia Bronzini     | Włochy            | Cylance Pro Cycling | + 41"      |
| 8.   | Lotta Lepistö        | Finlandia         | Cervélo–Bigla       | + 56"      |
| 9.   | Eugenia Bujak        | Słowenia          | BTC City Ljubljana  | + 1' 30"   |
| 10.  | Marianne Vos         | Holandia          | WaowDeals           | + 1' 30"   |
|      |                      |                   |                     |            |
| 17.  | Małgorzata Jasińska  | Polska            | Movistar Team       | + 1' 30"   |
| 20.  | Katarzyna Pawłowska  | Polska            | Team Virtu          | + 1' 30"   |
| 29.  | Katarzyna Niewiadoma | Polska            | Canyon–SRAM         | + 1' 30"   |
| DNF  | Agnieszka Skalniak   | Polska            | Experza–Footlogix   | -          |